# Johann Gottlieb Waldin

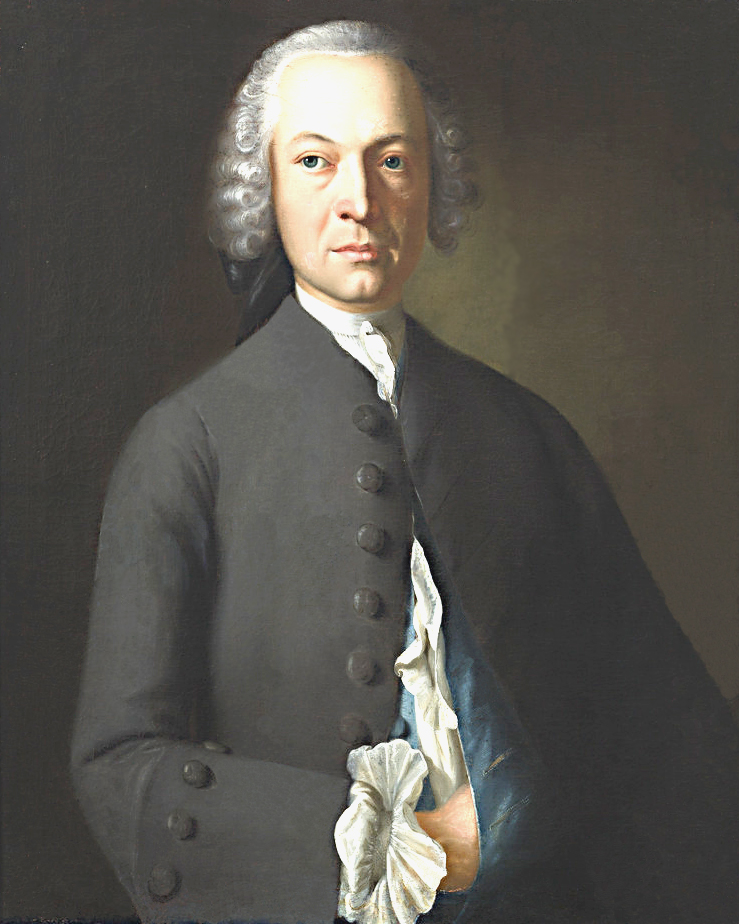
Johann Gottlieb Waldin

Johann Gottlieb Waldin (* 28. Oktober 1728 in Gera; † 13. Juli 1795 in Marburg) war ein deutscher Hochschullehrer.

## Leben
Johann Gottlieb Waldin wurde als Sohn des Tuch- und Zeug-Arbeiters Johann Christoph Waldin und dessen Ehefrau Regina geboren. Er besuchte das Gymnasium Gera, seine Lehrer dort waren Johann Andreas Schwalb, Johann Gottfried Hauptmann (1712–1782) und Johann Andreas Buttstedt (1701–1765).
1748 begann er an der Universität Jena sein Studium. Er hörte Vorlesungen zu Philosophie und orientalische Literatur bei Johann Peter Reusch, Christian Friedrich Polz, Johann Gottfried Tympe, Friedrich Samuel Zickler, Johann Friedrich Hirt und Georg Peter Zenckel, zu Mathematik und Physik bei Georg Erhard Hamberger und Johann Friedrich Wideburg, bei Joachim Erdmann Schmidt über Staatsgeschichte und bei Johann Peter Reusch zu Theologie. Nach dem Studium erhielt er eine Hofmeisterstelle beim jungen Grafen von Reuß und verlängerte dadurch seinen Aufenthalt in Jena, aus dieser Zeit stammte dann auch sein Interesse an der akademischen Lehre.
Johann Gottlieb Waldin promovierte am 21. Januar 1755 zum Dr. phil. mit der venia legendi an der Universität Jena. 1758 wurde er Privatdozent für Mathematik und Philosophie an der Philosophischen Fakultät in Jena; 1765 erfolgte seine Ernennung zum außerordentlichen Professor der Philosophie. Er hatte in Jena auch den Vorsitz der Philosophischen Gesellschaft.
Am 23. Mai 1766 wurde er, auf Empfehlung von Johann Georg Estor, zum ordentlichen Professor der Philosophie und Mathematik an die Philosophische Fakultät der Universität Marburg berufen und hielt am 14. August 1765 seine Antrittsvorlesung. Er hielt von 1766 bis 1795 Vorlesungen zur Reinen und Angewandten Mathematik, von 1767 bis 1768 und von 1776 bis 1795 zur Logik und Metaphysik, von 1766 bis 1795 zur Ethik, philosophischen Sittenlehre, Naturrecht, natürlichen Theologie, Physik und in der Zeit von 1774 bis 1795 zur Allgemeinen Naturgeschichte. In den Jahren 1768, 1774, 1781 und 1790 war der Dekan der Philosophischen Fakultät und 1771 sowie 1783 Prorektor der Universität. Einer seiner Schüler war der spätere Theologe Johann Heinrich Wepler.
Er beschäftigte sich auch mit alchemistischen Prozessen, allerdings verbrauchte er für diese Versuche mehr finanzielle Mittel als er dadurch einnahm.

## Mineralienkabinett
Waldin, der auch Vorlesungen zur Mineralogie hielt, bekam Zugang zur Mineralien- und Gesteinssammlung des Geologen Nathanael Gottfried Leske, die auch als Museum Leskeanum bekannt war, als dieser 1786 an die Universität Marburg zu einer Professur für Finanzwesen und Ökonomie berufen wurde. Leske sandte seine Sammlung voraus, verunglückte jedoch bei seiner Anreise mit seiner Kutsche und verstarb kurz darauf. Waldin schlug dem Landgrafen Wilhelm IX. vor, die Sammlung zu erwerben, um ein Hessisches Mineralienkabinett zu errichten. Der Landgraf verweigerte jedoch den Erwerb, weil ihm der Preis von 6.000 Reichstalern zu hoch erschien. Daraufhin schlug ihm Waldin vor, dass verantwortliche Bergleute angewiesen werden sollten, Erzstufen, Gesteinsproben und Versteinerungen aus allen hessischen Gruben an die Marburger Universität zu schicken. Auf diesen Vorschlag ging der Landgraf ein und übertrug ihm am 29. Juli 1790 die Aufsicht über das Hessische Mineralien Kabinett. Bereits kurz darauf erhielt er große Mengen von Gesteinsproben, Mineralien und Fossilien, die aus den Bergwerken und Hütten in Frankenberg, Homburg und weiteren stammten; seit dieser Zeit erscheint die Sammlung auch als Mineralogisches Museum. 1791 übertrug ihm der Landgraf als Inspektor die öffentliche Aufsicht über die Sammlung, die sich in der Universität unter der Bibliothek befand. Nach seinem Tod wurde das Kabinett durch Johann Christoph Ullmann weiter geführt. 
Das mineralogische Museum der Philipps-Universität Marburg befindet sich heute in dem 1515 erbauten Kornspeicher und Backhaus des Deutschen Ordens am Firmaneiplatz. Die Sammlung umfasst zur Zeit, in zwei übereinanderliegenden Sälen mit einer Gesamtfläche von 600 Quadratmetern in 51 Wand- und Stellvitrinen, etwa 60.000 Mineralien, ca. 55.000 Gesteinsproben, 15.000 Edelsteinrohproben und 150 Meteoriten, von denen rund 3.000 Exponate ausgestellt sind. Dieser Bestand macht sie zur größten mineralogischen Sammlung Hessens und begründet auch den Ruf als eines der bedeutendsten Fachmuseen Deutschlands.

## Mitgliedschaften
- Mitglied der Lateinischen Gesellschaft in Jena.
- Mitglied der Akademie der Wissenschaften in Gießen.
- Mitglied der Naturforschenden Gesellschaft in Danzig.

## Schriften (Auswahl)
- Johann Gottlieb Waldin; Johann Christoph Cramer: De M. T. Ciceronis Philosophia Platonica Oratio: Quam in Amplissimae Societatis Latinae Quae Ienae Floret Consessu Ut Sodalis Consequeretur Publice Recitavit Ioannes Gottliebius Waldinus Geranus; Accedit Oratio Qua Eumdem Societatis Iussu Ac Nomine Sodalem Publice Declaravit Ioannes Christophorus Cramerus, Schmonensis, Thuri. Ienae: 1753
- Johann August Schlettwein; Waldin, Johann Gottlieb: Johann August Schlettweins bescheidene Verthäidigung seiner neulichen Erläuterungen und Rettungen der moralischen Begriffe des Herrn Hofrath Darjes von der Tugend dem Laster und der menschlichen Schwachheit, wider die Einwürfe, die Herr Waldin gegen dieselbigen gemachet. Jena 1753.
- Johann Gottlieb Waldin; Christoph Friedrich Ludewig: De legibus positivis divinis universalibus disquisitio. Jena 1757.
- Die Möglichkeit der Auferstehung des Leibes aus Gründen der Vernunft bewiesen. Altenburg Richter  1764.
- Jus legationis universale occasione arresti legato comiti de Wartensleben Cassellis dati. Marburg Cattorum 1771.
- Beobachtung eines ausserordentlichen Regenbogens. Rotenburg an der Fulda Hermstädt 1777.
- Die Frankenberger Versteinerungen. Marburg 1778.
- Erste Gründe der allgemeinen theoretischen Philosophie oder Metaphysik. Marburg: Bayrhoffer, 1781.
- Erste Gründe der allgemeinen und besondern Vernunftlehre. Marburg Frankfurt Leipzig Bayrhoffer 1782.
- Theses philosophicae. Marburgi Bayrhoffer 1782.
- Die Grundsätze der natürlichen Theologie bewiesen, und aus dem Weltgebäude erläutert, nebst ihren neuesten und wichtigsten Streitigkeiten. Marburg Bayrhoffer Marburg 1786.
- Das Hessische Mineralien-Kabinet bey der Fürstl. Hessischen Universität Marburg.
  - Teil 1. Marburg 1792.
  - Teil 2. Marburg 1792.
  - Teil 3. Marburg 1792.